# Polly with a Past
Pour plus de détails, voir Fiche technique et Distribution.
Polly with a Past est un film américain réalisé par Leander de Cordova, sorti en 1920.

## Synopsis
Myrtle Davis est tellement impliquée dans ses œuvres de charité qu'elle ne fait pas attention à Rex Van Zile, un riche jeune homme qui lui est entièrement dévoué. En rendant visite à ses amis Harry Richardson et Clay Cullum, Rex rencontre Polly Shannon, la fille d'un pasteur d'une petite ville de l'Ohio qui, n'ayant pas réussi à se payer un voyagé à Paris pour étudier l'opéra, est devenue une employée de Harry et Clay. Pour aider Rex, Polly et ses employeurs montent un stratagème pour obliger Myrtle à remarquer enfin Rex. Ils font se rencontrer Rex et Polly, en faisant passer cette dernière pour une célèbre Française avec un passé sulfureux, en espérant que cela poussera Myrtle à épouser Rex pour le sauver de cette vamp. Après une série de péripéties, Rex se rend compte qu'il n'aime plus Myrtle, et épouse Polly après que celle-ci lui a révélé son vrai passé. 

## Fiche technique
- Titre original : Polly with a Past
- Réalisation : Leander de Cordova
- Scénario : June Mathis et Arthur J. Zellner, d'après la pièce Polly with a Past de George Middleton (en) et Guy Bolton
- Décors : Lester J. Vermilyea
- Photographie : Arthur Martinelli
- Production : Maxwell Karger
- Société de production : Metro Pictures Corporation
- Société de distribution : Metro Pictures Corporation
- Pays d’origine :  États-Unis
- Langue originale : anglais
- Format : noir et blanc — 35 mm — 1,37:1 — Film muet
- Genre : Comédie dramatique
- Durée : 60 minutes - 6 bobines
- Dates de sortie :  États-Unis : 29 novembre 1920
- Licence : domaine public

## Distribution
- Ina Claire : Polly Shannon
- Ralph Graves : Rex Van Zile
- Marie Wainwright : Mme Van Zile
- Harry Benham : Clay Cullum
- Louiszita Valentine : Myrtle Davis
- Myra Brooks : la cuisinière
- Frank Currier